# Leng Ngeth
Leng Ngeth (en jemer: ឡេង ង៉ែត; n. Nom Pen, 1900 - f. Ibídem, 1975) fue un político camboyano que fungió como Primer ministro de su país entre enero y octubre de 1955, cuando fue sucedido por Norodom Sihanouk. Fue el último Primer ministro del período democrático de la primera época independiente de Camboya, siendo miembro del Grupo Demócrata, que fue derrotado en las elecciones fraudulentas de 1955 por el Sangkum. Posterior a esto, Ngeth se unió a dicho partido y fue embajador de Camboya en Pekín, República Popular China, de 1958 a 1962.